# دوغلاس هدسون
دوغلاس هدسون (بالإنجليزية: Douglas Hudson)‏ هو سياسي أمريكي، ولد في 25 مايو 1905 في كاستلتون أن هادسون في الولايات المتحدة، وتوفي في 2 مايو 1983 في ألباني في الولايات المتحدة. حزبياً، نشط في الحزب الجمهوري. وقد انتخب عضو جمعية ولاية نيويورك وانتخب عضو مجلس ولاية نيويورك.